# Gaylordia
Gaylordia is een geslacht van uitgestorven buideldierachtigen dat leefde in het Eoceen in Zuid-Amerika.

## Voorkomen
Fossielen van Gaylordia zijn gevonden in het Itaboraí-bekken in Brazilië en dateren uit het Vroeg-Eoceen uit de South American Land Mammal Ages Itaboraian.

## Soorten
Het geslacht Gaylordia omvat twee soorten:
- G. macrocynodonta is de typesoort. De soort werd in 1952 beschreven aan de hand van een gedeeltelijke schedel met een deel van het gebit. G. macrocynodonta had een geschat gewicht van 74 tot 103 gram. Een fossiel uit Itaboraí van een mogelijk zweefvliegende buideldierachtige wordt wel aan G. macrocynodonta toegeschreven.[2] G. doelloi geldt als synoniem.
- G. mater werd in 2015 beschreven op basis van een onderkaak en delen van het gebit. Deze soort had een geschat gewicht van 60 tot 90,9 gram.[3]

## Verwantschap
Gaylordia werd voorheen ingedeeld in de onderfamilie Eobrasiliinae van de Didelphidae en daarmee beschouwd als een opossum. Inmiddels is duidelijk dat Gaylordia behoort tot een van de vele aftakkingen van de ontwikkelingslijn richting de echte buideldieren binnen de Marsupialiformes. Bij een fylogenetische studies uit 2015 en 2017 kwamen de Pucadelphyidae als naaste verwanten van Gaylordia naar voren.